# Dasydytes (Prodasydytes) elongatus
Dasydytes (Prodasydytes) elongatus is een buikharige uit de familie Dasydytidae. Het dier komt uit het geslacht Dasydytes. Dasydytes (Prodasydytes) elongatus werd in 1991 voor het eerst wetenschappelijk beschreven door Kisielewski. 